# 간바야시 고
간바야시 고(일본어: 上林 豪, 2002년 8월 18일~)는 일본의 축구 선수이다.

## 구단 경력
그는 2020년까지 J3리그의 세레소 오사카 U-23에서 뛰었다. 2021년부터 2024년까지 메이지 대학에서 활동했다. 2025년 J1리그의 세레소 오사카로 이적했다.